# Valerie Pachner
Valerie Pachner (Wels, 26 giugno 1987) è un'attrice austriaca, nota per essere la coprotagonista del film La vita nascosta - Hidden Life.

## Filmografia parziale

### Cinema
- Bad Luck (2016)
- Egon Schiele (Egon Schiele: Tod und Mädchen) (2016)
- La vita nascosta - Hidden Life (2019)
- Another Coin for the Merry-Go-Round (2021)
- The King's Man - Le origini (2021)
- Animali fantastici - I segreti di Silente (Fantastic Beasts: The Secrets of Dumbledore), regia di David Yates (2022)
- Delicious, regia di Nele Mueller-Stöfen (2025)

### Televisione
- The English – miniserie TV, puntate 3-5-6 (2022)

## Doppiatrici italiane
Nelle versioni in italiano delle opere in cui ha recitato, Valerie Pachner è stata doppiata da:
- Valentina Favazza ne La vita nascosta - Hidden Life, The English
- Mattea Serpelloni in The King's Man - Le origini
- Licia Amendola in Animali fantastici - I segreti di Silente
- Domitilla D'Amico in Delicious
- Stefania De Peppe ne La vita nascosta - Hidden Life (ridopp.)

## Premi
- 2019: Premio tedesco per la migliore attrice Deutscher Schauspielpreis[1]